# Ниоба
Ниоба е персонаж от древногръцката митология, олицетворение на майка, скърбяща за изгубените си деца.. Тя произхожда от Мала Азия и е дъщеря на Тантал (от Диона, Еврианаса, Клития, Лаодика или друга жена или богиня), цар на областта около планината Сипил/Сипила (сега - Яманлар Даги, Yamanlar Dağı, североизточно от Измир, Турция)
Ниоба е съпруга на Амфион, цар на гръцкия полис Тива, който е баща на децата й. Цялото или почти цялото семейство загива, в резултат на проявените от Ниоба и мъжа й самонадеяност (хюбрис) и неуважение към боговете-близнаци Аполон и Артемида.

## Легенда
Лидийският произход на героинята и неелинският характер на името Ниоба подсказват малоазиатски произход на образа. В основата на мита вероятно лежи история за съперничество между 2 женски божества или може би - между 2 жени, опитващи се да си присвоят славата на живи/живеещи сред смъртните хора божества (Ниоба и Лето, в легендите - майка на близнаците и също въплъщение на майчината любов) или водеща роля в религиозния живот на града си (Манто, пророчица на култа и Ниоба - негова противница).
Според легендата за Ниобидите, Ниоба и Амфион имат много деца. Различните автори посочват различен брой. Според Илиада на Омир те са 6 сина и 6 дъщери, според Хезиод и Пиндар – 10 сина и 10 дъщери, според Аполодор са 7 сина и 7 дъщери. Всичките се отличават, с голяма красота и много добродетели, а Ниоба много се гордее с тях. 
Ниоба и мъжът й се противопоставят на засилването на влиянието на култа към Аполон и Артемида в Тива, пречейки на почитателите им да изпълняват своите ритуали. Пророчицата Манто се възпротивява срещу действията им и приканва самата Ниоба да принесе жертва на Лето, според митологията - богинята, която ражда двете нови божества от Зевс. Ниоба не й признава това, като някаква особена заслуга (а вероятно отчита и враждебността към тях, проявявана от богинята Хера), и дори й се присмива, че има само 2 деца, които даже и да са наистина богове, пак не могат да бъдат толкова полезни за полиса, колкото нейните собствени прекрасни потомци. 
Отмъщението не закъснява. Разгневена от думите на Ниоба, богинята праща своите деца да избият нейните. Младежите загиват поголовно, изтребени от Аполон, докато ловуват по склоновете на планината Китерон, а Артемида убива девойките (вероятно - в родния им дом). Според една от версиите, боговете все пак пощадяват - може би защото са техни поклонници - един син (Амикъл) и една дъщеря (Мелибоя, известна и като Хлорида) на Амфион и Ниоба. Според друга, Мелибоя също е убита, въпреки че Ниоба се разкайва и моли Лето да възпре Артемида, поне по отношение на нея. Всъщност масовата им и бърза гибел е възможно да се дължи на епидемия - често средство на Аполон за разправа с разгневилите го. Във всеки случай, телата им остават непогребани 9 дни, тъй като Зевс превръща, според легендата, за това време тиванците в камъни (или защото са твърде дълбоко ужасени от ставащото), но на 10-ия ден самите богове се погрижват за останките им.
Потресен от смъртта на децата си, Амфион, мъжът на Ниоба, се самоубива или обезумява от мъка, в което състояние се опитва да разруши храма на Аполон в града и е поразен с мълния от Зевс или пронизан със стрела от Аполон.

След смъртта на децата си, Ниоба се връща в родната си Фригия, но там намира баща си Тантал - по-рано любимец на боговете - обречен на вечни мъки, в резултат от собствените си прегрешения. Неможейки да издържи на мъката от сполетелите я нещастия, царицата моли Зевс да я превърне в камък; в този вид тя се озовава на върха на планината Сипил в Лидия (наблизо търпи наказанието си и самият Тантал). Според друга версия, Ниоба е вкаменена още в Гърция и пренесена в отечеството си с помощта на силен вятър. От очите ѝ, дори след вкаменяването, продължават да се леят сълзи.